# Northland Scholars Academy
La Northland Scholars Academy (en anglais : Northland Institute) est un collège privé, situé à Dunbar dans le Wisconsin aux États-Unis.

## Historique
La Northland Scholars Academy a ses origines dans la fondation du Northland Bible Institute en 1976 par Paul et Mamie Patz. En 2009, l’école devient l’Université internationale Northland . L’université a fermé ses portes en 2015 pour des raisons administratives. La réouverture de l’école a lieu en 2017 sous le nom d’Institut Northland. En 2018, elle devient un collège non confessionnel et prend le nom de Northland Scholars Academy .

## Galerie

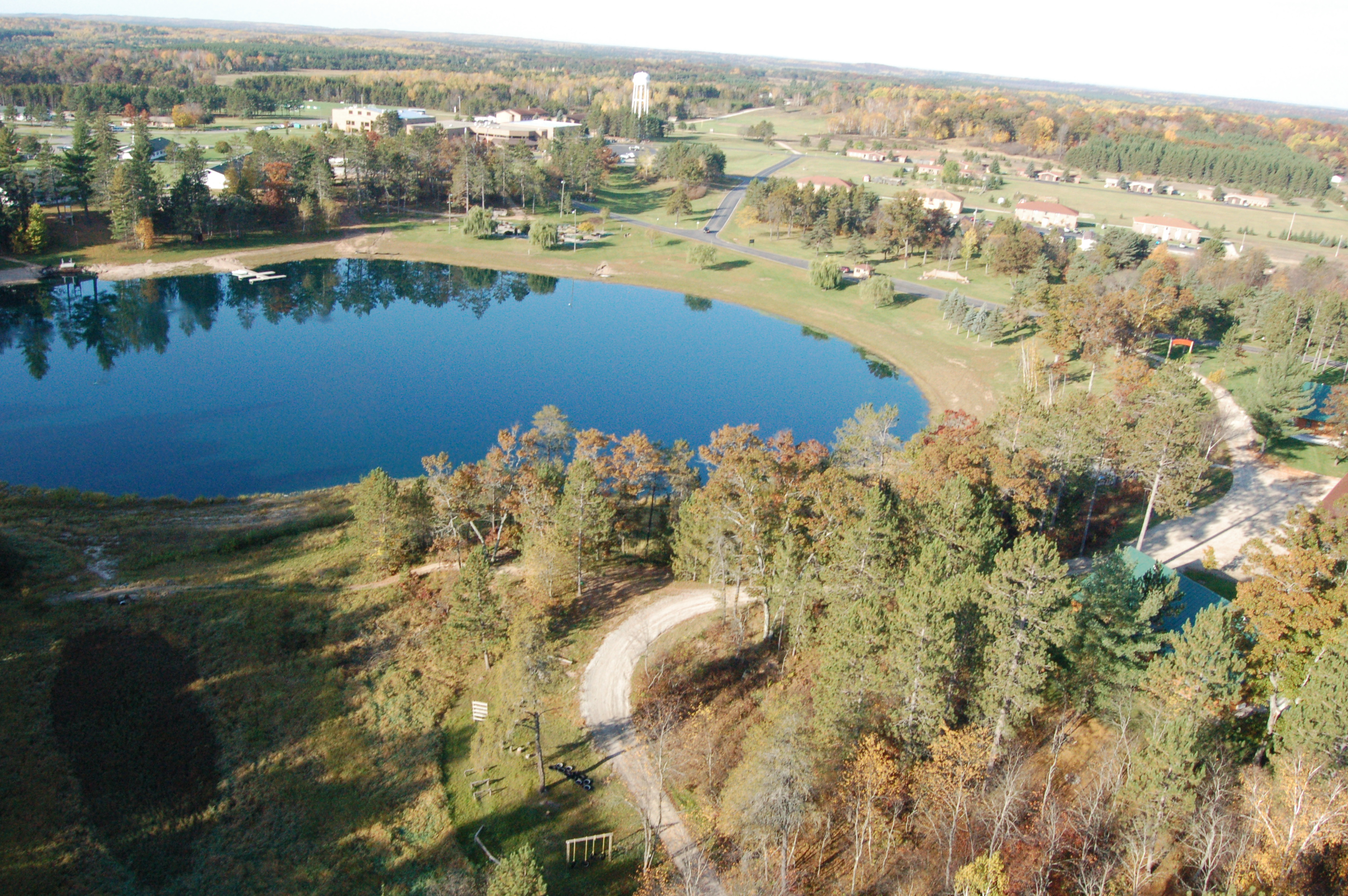
Campus de l’université